# Lista de golpes de Estado por país
Os Golpes de estado estão listados por país em ordem alfabética.

## Afeganistão
- 1919 - 20 de fevereiro: Nasrullah Khan derruba Habibullah Khan
- 1919 - 28 de fevereiro: Amanullah Khan derruba Nasrullah Khan
- 1929 - 17 de janeiro: Habibullah Kalakani derruba o Rei Inayatullah Khan
- 1929 - 16 de outubro: Mohammed Nadir Shah derruba o Rei Habibullah Kalakani
- 1973 - 17 de julho: Mohammed Daoud Khan derruba o Rei Mohammad Zahir Shah
- 1978 - 30 de abril: Nur Muhammad Taraki derruba Mohammed Daoud Khan
- 1979 - 16 de setembro: Hafizullah Amin derruba Nur Muhammad Taraki
- 1979 - 27 de dezembro: Babrak Karmal derruba Hafizullah Amin

## Albânia
- 1924 - 10 de junho: Oposição albanesa, dirigida por Fan Noli, derruba o governo de Ilias Bej Vrioni.[1][2]
- 1924 - 24 de dezembro: Ahmed Zogu lidera um contragolpe contra Fan Noli, depondo seu governo com apoio da Iugoslávia e dos russos brancos.[3]

## Arábia Saudita
- 1964 - 2 de novembro: Príncipe Faisal depõe o rei Saud e assume o trono da Arábia Saudita.[4]
- 2017 - 21 de junho: Mohammad bin Salman, com apoio do rei Salman, afasta o príncipe herdeiro Muhammad bin Nayef e assume seu posto.[5][6]

## Argélia
- 1962 - julho à setembro: Clã de Oujda, liderado por Ahmed Ben Bella e Houari Boumédiène, depõe o Governo Provisório da República Argelina.[7]
- 1965 - 19 de junho: Houari Boumédiène derruba Ahmed Ben Bella.[8]
- 1992 - 11 de janeiro: Khaled Nezzar e o Exército Argelino forçam o presidente Chadli Bendjedid a renunciar, cancelam as eleições argelinas e instalam o Alto Conselho de Estado.[9]

## Argentina
- 1930 - 6 de setembro: José Félix Uriburu derruba Hipólito Yrigoyen[10]
- 1943 por Arturo Rawson contra Ramón Castillo[11]
- 1955 por Eduardo Lonardi contra Juan Perón[12]
- março de 1962 por José María Guido contra Arturo Frondizi[13]
- 1966 por Juan Carlos Onganía contra Roberto M. Levingston[14]
- 1975 por Isabel Martínez de Perón contra seu próprio governo[carece de fontes?]
- 1976 por Jorge Rafael Videla contra Isabel Martínez de Perón[15]

## Austrália
- 1808 - 26 de janeiro: Corpo de Nova Gales do Sul, liderado por George Johnston, depõe o governador William Bligh e assume o controle da colônia.[16]

## Áustria
- 1933 - 4–15 de março: Chanceler Engelbert Dollfuss realiza um autogolpe, pondo fim à democracia parlamentar austríaca.[17]

## Azerbaijão
- 1992 - 15 de maio: Abülfaz Elçibay e a Frente Popular do Azerbaijão derrubam Ayaz Mutallibov.[18]
- 1993 - junho: Milícia paramilitar de Surat Huseynov força a saída de Abülfaz Elçibay, abrindo caminho para a ascensão de Heydar Aliyev ao poder.[19]

## Bangladesh
- 15 de agosto de 1975 por oficiais do exército contra Mujibur Rahman[20]
- 24 de março de 1982 por Hossain Mohammad Ershad contra A. F. M. Ahsanuddin Chowdhury[21]

## Benim
- 1963 - 28 de outubro: Christophe Soglo derruba Hubert Maga
- 1965 - 27 de Novembro: Christophe Soglo derruba Sourou-Migan Apithy
- 1967 - 16 de dezembro: Maurice Kouandete derruba Christophe Soglo
- 1972 - 26 de outubro: Mathieu Kérékou derruba Justin Ahomadegbe-Tometin

## Bolívia
- 1899 por José Manuel Pando contra Severo Fernández Alonso
- 1920 por Bautista Saavedra Mallea contra José Gutiérrez Guerra
- 1930 por Carlos Blanco Galindo contra Hernando Siles Reyes
- 1934 por José Luis Tejada Sorzano contra Daniel Salamanca Urey
- 1936 por David Toro Ruilova contra José Luis Tejada Sorzano
- 1937 por Germán Busch Becerra contra David Toro Ruilova
- 1943 por Gualberto Villarroel López contra Enrique Peñaranda del Castillo
- 1946 por uma multidão enfurecida, Néstor Guillén, e Tomás Monje contra Gualberto Villarroel López
- 1951 por Hugo Ballivián Rojas
- 1952 por Víctor Paz Estenssoro e o Movimento Nacionalista Revolucionário contra Hugo Ballivián Rojas
- 1964 por René Barrientos contra Víctor Paz Estenssoro[22]
- 1970 por Juan José Torres contra Alfredo Ovando Candía
- 1971 por Hugo Banzer contra Juan José Torres[23]
- 1980 por Luis García Meza Tejada[24]

## Brasil
- 1823 por Dom Pedro I do Brasil contra o Congresso Nacional.
- 1840 por Dom Pedro II do Brasil contra o regente Araújo Lima.
- 1889 por Deodoro da Fonseca contra o Imperador Dom Pedro II do Brasil. [25]
- 1891 por Deodoro da Fonseca contra o Congresso Nacional.
- 1930 por Getúlio Vargas contra Washington Luís Pereira de Sousa.[26]
- 1937 por Getúlio Vargas contra a Segunda República.
- 1945 por Forças Armadas do Brasil contra Getúlio Vargas.
- 1955 por Henrique Teixeira Lott contra Carlos Luz.
- 1964 por Humberto de Alencar Castelo Branco contra João Goulart.

## Bulgária
- 1923 pelo Exército contra Aleksandar Stamboliyski
- 1934 por Kimon Georgiev contra Zveno
- 1944 por Kimon Georgiev contra Konstantin Muraviev[27]

## Burkina Faso
- 1966 - 3 de janeiro: Sangoulé Lamizana derruba Maurice Yameogo
- 1980 - 25 de Novembro: Saye Zerbo derruba Sangoulé Lamizana
- 1982 - 7 de Novembro: Jean-Baptiste Ouédraogo derruba Saye Zerbo
- 1983 - 4 de agosto:Thomas Sankara e Blaise Compaoré derrubam Jean-Baptiste Ouédraogo[28]
- 1987 - 15 de outubro: Blaise Compaoré derruba Thomas Sankara

## Myanmar
- 1 de março de 1962 por Ne Win contra U Nu[29]
- 18 de setembro de 1988 por Saw Maung contra Maung Maung Kha[30]
- 1 de fevereiro de 2021 por Tatmadaw contra o governo de Win Myint

## Burundi
- 1966 - 8 de julho: Ntare V derruba Mwambutsa IV[31]
- 1966 - 28 de Novembro: Michel Micombero derruba Ntare V do Burundi[31]
- 1976 - 10 de Novembro: Jean-Baptiste Bagaza derruba Michel Micombero
- 1987 - 9 de setembro: Pierre Buyoya derruba Jean-Baptiste Bagaza
- 1996 - 25 de julho: Pierre Buyoya derruba Sylvestre Ntibantunganya [32]

## Camboja
- 1970 por Lon Nol contra o Rei Norodom Sihanouk[33]
- 1993 pelo Rei Norodom Sihanouk contra Hun Sen
- 1997 por Hun Sen contra o Príncipe Norodom Ranariddh (Norodom Sihamoni tornou-se rei em 2004)

## Chade
- 1975 - 13 de abril: Noël Milarew Odingar derruba François Tombalbaye
- 1982 - 7 de junho: Hissene Habre derruba Goukouni Oueddi
- 1990 - 1 de dezembro: Idriss Deby derruba Hissene Habre

## Checoslováquia
- Checoslováquia em 1948 pelo  Partido Comunista contra os não-comunistas.

## Chile
- 1925 - 23 de janeiro: Carlos Ibáñez del Campo e Marmaduke Grove Vallejo derrubam Luis Altamirano Talavera.[34]
- 1973 - 11 de setembro: Augusto Pinochet derruba Salvador Allende.[35]

## Ciskei
- 1990 - 4 de março: Oupa Gqozo derruba Lennox Sebe[36]

## Colômbia
- junho de 1953 por Gustavo Rojas Pinilla contra Laureano Gómez[37]

## Comores
- 1975 - 3 de agosto: Said Mohamed Jaffar e Bob Denard derruba Ahmed Abdallah
- 1978 - 23 de Maio: Ahmed Abdallah e Bob Denard derruba Ali Soilih
- 1989 - 26 de Novembro: Said Mohamed Djohar e Bob Denard derruba Ahmed Abdallah
- 1995 - 28 de setembro: Bob Denard derruba Said Mohamed Djohar por 7 dias.
- 1999 - 30 de abril: Azali Assoumani derruba Tadjidine Ben Said Massounde[38]

## Congo
- 1963 - 15 de agosto: Alphonse Massemba-Débat contra Fulbert Youlou
- 1968 - 4 de setembro: Marien Ngouabi contra Alphonse Massemba-Débat[39]
- 1979 - 8 de fevereiro: Denis Sassou Nguesso contra Joachim Yhombi-Opango
- 1997 - 25 de outubro: Denis Sassou Nguesso contra Pascal Lissouba

## Coreia do Sul
- 1961 por Park Chung Hee
- 1979 por Chun Doo-hwan contra Choi Kyu-hah

## Costa Rica
- 1870 por Bruno Carranza Ramírez
- 1876 por Vicente Herrera Zeledón
- 1917 por Federico Tinoco Granados

## Costa do Marfim
- 1999 - 24 de dezembro: Robert Guéï contra Henri Konan Bedie
- 2011 - 11 de abril: Alassane Ouattara derruba Laurent Gbagbo depois de ter se recusado a transferir o poder após ter perdido a eleição de 2010

## Cuba
- 1952 por Fulgencio Batista contra Carlos Prío Socarrás

## Dinamarca
- 1660 por Frederico III da Dinamarca
- 1772 por Juliana Maria de Brunswick-Wolfenbüttel e seu filho Frederico, príncipe-herdeiro da Dinamarca.
- 1784 por  príncipe herdeiro Frederico da Dinamarca.

## Equador
- 1925 por Luis Telmo Paz y Miño
- 1935 por Federico Páez
- 1963 por Ramón Castro Jijón
- 1972 por Guillermo Rodríguez
- 2000 por Lucio Gutiérrez

## Egito

### Egito medieval
- 1240 - 31 de maio: Adeptos de Sale Aiube derrubam o sultão Adil II.[40]
- 1250 - 2 de maio: Guardas bahritas derrubam e matam o sultão Turã Xá, pondo fim à dinastia Aiúbida e estabelecendo a dinastia Mameluca.[40]
- 1259 - 16 de novembro: Ceifadim Cutuz derruba o sultão menino Almançor Ali.[40]

### Egito moderno
- 1952 - 23 de julho: Muhammad Naguib e Gamal Abdel Nasser derrubam o rei Faruque I, levando à transição egípcia de monarquia para república.[41]
- 2013 - 3 de julho: Abdul Fatah Khalil Al-Sisi derruba Mohamed Morsi.[42]

## El Salvador
- 1931 por Maximiliano Hernández Martínez
- 1948 por Manuel de Jesús Córdova
- 1960 por Exército de El Salvador contra José María Lemus
- 1979 por militares contra Carlos Humberto Romero

## Emirados Árabes Unidos

### Abu Dhabi
- 1966 - 6 de agosto: Zayed bin Sultan Al Nahyan, com apoio dos Escoteiros Truciais de Omã, depõe Shakhbut bin Sultan Al Nahyan.[43]

### Xarja
- 1965 - 24 de junho: Khalid bin Muhammad Al Qasimi, com apoio dos Escoteiros Truciais de Omã, depõe Saqr bin Sultan Al Qasimi.[43]

## Espanha
- 1936 por Francisco Franco contra Manuel Azaña

## Estônia
- 1934 por Konstantin Päts[44]

## Etiópia
- 1910 - Ras Tessema Nadew e Fitawrawi Habte Giyorgis contra imperatriz Taytu, regente do incapacitado Imperador Menelik II da Etiópia
- 1916 - Um grupo de aristocratas, incluindo a Fitawrawi Habte Giyorgis e o Ras Tafari Makonnen, contra o Imperador Iyasu V.
- 1974 - 12 de setembro: Aman Mikael Andom derruba o Imperador Haile Selassie I
- 1974 - 17 de novembro: Tafari Benti derruba Aman Mikael Andom
- 1977 - 3 de fevereiro: Mengistu Haile Mariam derruba Tafari Benti

## Fiji
- 1987 - 14 de maio: Sitiveni Rabuka derruba o Primeiro Ministro Timoci Bavadra
- 1987 - 28 de setembro: Sitiveni Rabuka derruba o Governador Geral Ratu Sir Penaia Ganilau
- 2000 - 19 de maio: George Speight derruba Mahendra Chaudhry
- 2006 - 5 de dezembro: Frank Bainimarama derruba Josefa Iloilo

## Filipinas
- 1986 - 25 de fevereiro: Corazón Aquino derruba o presidente Ferdinand Marcos

## França
- 1792 pela Convenção Nacional contra o Rei Luís XVI da França, a Revolução Francesa
- 1799 por Napoleão Bonaparte (Napoleão I) e o Consulado Francês contra o Diretório Francês
- 1804 pelo Imperador Napoleão I contra o Consulado Francês
- 1815 pelo Imperador Napoleão I contra o Rei Luís XVIII da França
- 1830 por Luís Filipe I de França contra o Rei Carlos X da França
- 1848 por Louis-Eugène Cavaignac e Luís Napoleão (Napoleão III) contra o Rei Luís Filipe I de França
- 1851 pelo Imperador Napoleão III contra Louis-Eugène Cavaignac
- 1870 pela Terceira República Francesa contra o imperador Napoleão III

## Gabão
- 2023 - 30 de agosto: Brice Oligui derruba Ali Bongo[45]

## Gâmbia
- 1994 - 22 de julho: Yahya Jammeh derruba Dawda Jawara

## Geórgia
- 1992 - 6 de janeiro: Tengiz Kitovani e Jaba Ioseliani derrubam Zviad Gamsakhurdia

## Gana
- 1966 - 24 de fevereiro: Joseph Arthur Ankrah derruba Kwame Nkrumah
- 1972 - 13 de janeiro: Ignatius Kutu Acheampong derruba Kofi Abrefa Busia
- 1978 - 5 de julho: Fred Akuffo derruba Ignatius Kutu Acheampong
- 1979 - 4 de junho: Jerry John Rawlings derruba Fred Akuffo
- 1981 - 31 de dezembro: Jerry John Rawlings derruba Hilla Limann

## Granada
- 1979 - 13 de março: Maurice Bishop e Movimento New Jewel derrubam Eric Gairy.[46]
- 1983 - 13–19 de outubro: Facção do Movimento New Jewel, liderada por Bernard Coard e Hudson Austin, derruba e executa Maurice Bishop.[47]

## Guam
- 1898 por José Sisto contra Francisco Portusach Martínez
- 1898 por Venancio Roberto contra José Sisto

## Guatemala
- 1963 por Enrique Peralta Azurdia
- 1982 por Efraín Ríos Montt

## Guiné
- 1984 - 3 de abril: Lansana Conté derruba Louis Lansana Beavogui
- 2008 - 24 de dezembro: Moussa Dadis Camara derruba Aboubacar Sompare

## Guiné-Bissau
- 1980 - 14 de novembro: João Bernardo Vieira derruba Luis Cabral
- 1999 - 7 de maio: Ansumane Mané derruba João Bernardo Vieira
- 2003 - 14 de setembro: Veríssimo Correia Seabra derruba Kumba Iala
- 2012 - 12 de abril: Manuel Serifo Nhamadjo derruba Carlos Gomes Júnior e Raimundo Pereira.

## Guiné Equatorial
- 1979 – 29 de setembro: Teodoro Obiang Nguema Mbasogo derruba Francisco Macias Nguema

## Haiti
- 1806 - 17 de outubro: Henri Christophe e Alexandre Petion derrubam o Imperador Jacques I
- 1843 - 13 de fevereiro: Charles Riviere-Herard derruba Jean Pierre Boyer
- 1844 - 3 de maio: Philippe Guerrier derruba Charles Riviere-Herard
- 1846 - 24 de março:Jean-Baptiste Riche derruba Jean-Louis Pierrot
- 1859 - 15 de janeiro: Fabre Geffrard derruba o Imperador Faustin I
- 1867 - 26 de agosto: Sylvain Salnave derruba Fabre Geffrard
- 1869 - 27 de dezembro: Nissage Saget derruba Sylvain Salnave
- 1876 - 16 de abril: Pierre Théoma Boisrond-Canal derruba Michel Domingue
- 1888 - 19 de outubro: Francois Denys Legitime derruba Lysius Salomon
- 1889 - 17 de outubro: Florvil Hyppolite derruba Francois Denys Legitime
- 1902 - 21 de dezembro: Pierre Nord Alexis derruba Pierre Théoma Boisrond-Canal
- 1908 - 2 de dezembro: François C. Antoine Simon derruba Pierre Nord Alexis
- 1911 - 3 de agosto: Cincinnatus Leconte derruba Antoine Simon
- 1914 - janeiro: Oreste Zamor derruba Michel Oreste
- 1914 - 7 de novembro: Joseph Davilmar Theodore derruba Oreste Zamor
- 1915 - 25 de fevereiro: Vilbrun Guillaume Sam derruba Joseph Davilmar Theodore
- 1915 - 28 de julho: Levante mulato derruba e mata Jean Vilbrun Guillaume Sam
- 1946 - 11 de janeiro: Dumarsais Estimé derruba Élie Lescot
- 1950 - 10 de maio: Paul Eugène Magloire contra Dumarsais Estimé
- 1956 - 12 de dezembro: Joseph Nemours Pierre-Louis derruba Paul Eugène Magloire
- 1957 - 4 de abril: Leon Cantave derruba  Franck Sylvain
- 1957 - 14 de junho: Antonio Thrasybule Kebreau derruba Daniel Fignole
- 1988 - 20 de junho: Henri Namphy derruba Leslie Manigat
- 1988 - 17 de setembro: Prosper Avril derruba Henri Namphy
- 1991 - 30 de setembro: Raoul Cédras derruba Jean-Bertrand Aristide

## Honduras
- 1956
- 1963 por Oswaldo López Arellano
- 1972 por Oswaldo López Arellano
- 1975 por Juan Alberto Melgar Castro
- 1978 por Policarpo Paz García
- 2009 pelo exército liderado pelo general Romeo Vasquez Velasquez contra Manuel Zelaya.

## Hungria
- 1944 por Ferenc Szálasi contra o Regente Miklós Horthy
- 1944 por Béla Miklós contra Ferenc Szálasi

## Iêmen

### Iêmen do Norte
- 1962 - 26 de setembro: Abdullah as-Sallal depõe o Imame Muhammad al-Badr, abole a monarquia e proclama a República Árabe do Iêmen.[48]
- 1967 - 5 de novembro: Coalizão de xeiques e oficiais militares, em apoio a Abdul Rahman al-Iryani, depõe Abdullah as-Sallal.[49]
- 1974 - 13 de junho: Ibrahim al-Hamdi depõe Abdul Rahman al-Iryani.[50]

### Iêmen do Sul
- 1969 - 22 de junho: Abdul Fattah Ismail derruba Qahtan Muhammad al-Shaabi.[51]
- 1978 - 26 de junho: Abdul Fattah Ismail derruba Salim Rubai Ali e manda executá-lo.[52]

### Iêmen unificado
- 2014 - 21 de setembro: Movimento Houthi toma o controle de Saná, destitui a autoridade do presidente Abdrabbuh Mansur Hadi na capital e estabelece um governo paralelo.[50]

## Ilhas Salomão
- 2000 por Malaitan Eagle Force

## Índia
- 185 a.C: Pusiamitra Sunga derruba e mata o Imperador Briadrata Máuria, pondo fim à dinastia Máuria e estabelecendo a dinastia Sunga[53]
- 1975 por Indira Gandhi contra seu próprio governo (A Emergência)[carece de fontes?]

## Indonésia
- 1965 - 30 de setembro: Suharto derruba Sukarno (ver: Transição para a Nova Ordem)

## Irã
- 1921 por Reza Shah Pahlavi contra Ahmad Shah Qajar
- 1953 por Mohammad Reza Pahlavi contra Mohammed Mossadegh

## Iraque
- 1936 - 20 de outubro: Bakr Sidqi derruba Yasin al-Hashimi
- 1941 - 1 de abril: Rashid Ali Al-Gaylani derruba 'Abd al-Ilah
- 1958 - 14 de julho: Abdul Karim Qassim contra o Rei Faiçal II
- 1963 - 8 de fevereiro: Abdul Salam Arif derruba Abdul Karim Qassim
- 1968 - 17 de julho: Ahmad Hassan al-Bakr derruba Abdul Rahman Arif

## Itália
- 1922 por Benito Mussolini contra Luigi Facta e Rei Victor Emanuel III.
- 1943 por Rei Victor Emmanuel III e General Pietro Badoglio contra o ditador fascista Benito Mussolini.

## Iugoslávia
- 1929 - 6 de janeiro: Rei Alexandre I da Iugoslávia realiza um autogolpe, suspende a Constituição de Vidovdan e estabelece uma ditadura real.[17]
- 1941 - 27 de março: Dušan Simović depõe o príncipe regente Paulo em favor do rei Pedro II da Iugoslávia.[54]

## Laos
- 1960 por Kong Le

## Letónia
- 1934 por Kārlis Ulmanis

## Lesoto
- 1986 - 18 de janeiro: Justin Metsing Lekhanya derruba Leabua Jonathan
- 1990 - 12 de novembro: Justin Metsing Lekhanya derruba o Rei Moshoeshoe II do Lesoto
- 1991 - 2 de maio: Elias Phisoana Ramaema derruba Justin Metsing Lekhanya

## Libéria
- 1980 - 12 de abril: sargento Samuel K. Doe derruba o Presidente William R. Tolbert, Jr.

## Líbia

### Líbia otomana
- 1711 - 29 de julho: Janízaro Ahmed Karamanli depõe o vali de Trípoli Abu Umays Mahmud.[55]

### Líbia independente
- 1969 - 1 de setembro: Muammar al-Gaddafi derruba o rei Idris I da Líbia, abole a monarquia e proclama a República Árabe da Líbia.[8]

## Lituânia
- 1926 por Antanas Smetona

## Madagáscar
- 1972 - 11 de outubro: Gabriel Ramanantsoa depõe Philibert Tsiranana
- 1975 - 5 de fevereiro: Richard Ratsimandrava depõe Gabriel Ramanantsoa
- 2002 - 25 de fevereiro: Marc Ravalomanana depõe Didier Ratsiraka
- 2009 - 17 de março: Andry Rajoelina depõe Marc Ravalomanana

## Mali
- 1968 - 19 de novembro: Moussa Traoré depõe Modibo Keita
- 1991 - 26 de março: Amadou Toumani Touré depõe Moussa Traoré
- 2021 - 24 de maio: Assimi Goïta e exército depõem Bah Ndaw

## Marrocos
- 1908: Abdal Hafide depõe o irmão Abdalazize e proclama-se sultão do Marrocos.[56]

## Mauritânia
- 1978 - 10 de julho: Mustafa Ould Salek depõe Moktar Ould Daddah.
- 1979 - 6 de abril: Ahmad Ould Bouceif e Mohamed Khouna Ould Haidalla derrubam Mustafa Ould Salek.
- 1980 - 4 de janeiro: Mohamed Khouna Ould Haidallah depõe Mohamed Mahmoud Ould Louly.
- 1984 - 12 de dezembro: Maaouya Ould Sid'Ahmed Taya depõe Mohamed Khouna Ould Haidallah.
- 2005 - 3 de agosto: Ely Ould Mohamed Vall depõe Maaouya Ould Sid'Ahmed Taya.
- 2008 - 6 de agosto: Mohamed Ould Abdel Aziz depõe Sidi Ould Cheikh Abdallahi.[8]

## México
- 1876 por Porfirio Díaz contra Sebastián Lerdo de Tejada
- 1911 por Francisco I. Madero contra Porfirio Díaz (e Francisco León de la Barra)
- 1913 por Victoriano Huerta (e Pedro Lascuráin) contra Francisco I. Madero
- 1915 por Venustiano Carranza e outros contra Victoriano Huerta
- 1920 por Adolfo de la Huerta contra Venustiano Carranza

## Nepal
- 1901 - 27 de junho: Chandra Shumsher Rana derruba o primeiro-ministro Dev Shumsher Rana.[57]

## Nicarágua
- 1856 por William Walker
- 1944 por Anastasio Somoza García para Benjamín Lacayo Sacasa contra Leonardo Argüello Barreto

## Níger
- 1974 - 15 de abril: Seyni Kountché derruba Hamani Diori
- 1996 - 27 de janeiro: Ibrahim Baré Maïnassara derruba Mahamane Ousmane
- 1999 - 9 de abril: Daouda Malam Wanke derruba Ibrahim Baré Maïnassara
- 2010 - 18 de fevereiro: Salou Djibo derruba Mamadou Tandja
- 2023 - 26 de julho: guarda presidencial/militares derrubam Mohamed Bazoum

## Nigéria
- 1966 - 15 de janeiro: Chukwuma Kaduna Nzeogwu derruba Abubakar Tafawa Balewa
- 1966 - 29 de julho: Yakubu Gowon derruba Johnson Aguiyi-Ironsi
- 1975 - 29 de julho: Murtala Mohammed derruba Yakubu Gowon
- 1983 - 31 de dezembro: Muhammadu Buhari derruba Shehu Shagari
- 1985 - 27 de agosto: Ibrahim Babangida derruba Muhammadu Buhari
- 1993 - 17 de novembro: Sani Abacha derruba Ernest Shonekan

## Omã
- 1970 - 23 de julho: Qabus bin Said destrona Said bin Taimur.[58]

## Países Baixos

### República Holandesa
- 1618 - 29 de agosto: Calvinistas holandeses, liderados pelo príncipe Maurício de Orange, depõem o Grande Pensionário Johan van Oldenbarnevelt (executado em 1619).[59][60]

### República Batava
- 1798 - 22 de janeiro: Democratas radicais, liderados por Pieter Vreede, expulsam os federalistas da Assembleia Nacional.[61]
- 1798 - 12 de junho: Isaac Alexander Gogel lidera um contragolpe contra os democratas radicais.[61]
- 1801 - 19 de setembro: General Pierre Augereau, em conluio com o diretor Gerrit Pijman, fecha a Assembleia e impõe nova constituição.[62]

## Panamá
- 1968 por Omar Torrijos contra o Presidente Arnulfo Arias Madrid

## Paquistão
- 1958 pelo Marechal de Campo Muhammad Ayub Khan contra Iskander Mirza
- 1977 pelo General Muhammad Zia-ul-Haq contra Zulfikar Ali Bhutto
- 1999 pelo General Pervez Musharraf contra Nawaz Sharif

## Paraguai
- 1954 por Alfredo Stroessner
- 1989 por Andrés Rodríguez

## Peru
- 1914 por Óscar Benavides
- 1919 por Augusto B. Leguía y Salcedo
- 1930 por Luis Miguel Sánchez Cerro
- 1948 por Manuel A. Odría
- 1962 por Ricardo Pérez Godoy
- 1968 por Juan Velasco Alvarado
- 1992 por Alberto Fujimori (dissolve o Parlamento)

## Polônia
- 1926 por Józef Piłsudski
- 1981 por Wojciech Jaruzelski

## Portugal
- 1640 pelos Quarenta Conjurados
- 1926 por Gomes da Costa
- 1974 pelo Movimento das Forças Armadas (incl. António de Spínola)

## Quirguistão
- 2010 contra Kurmanbek Bakiyev

## República Centro Africana
- 1966 - 1 de janeiro: Jean-Bédel Bokassa derruba David Dacko[63]
- 1979 - 21 de setembro: David Dacko derruba o Imperador Jean-Bédel Bokassa
- 1981 - 1 de setembro: André Kolingba derruba David Dacko
- 2003 - 15 de março: François Bozizé derruba Ange-Felix Patasse

## República Democrática do Congo(antigoZaire)
- 1960 - 14 de setembro: Mobutu Sese Seko derruba Patrice Lumumba
- 1965 - 25 de novembro: Mobutu Sese Seko derruba Joseph Kasa-Vubu

## República Dominicana
- 1849 - 30 de maio: Pedro Santana derruba Manuel Jimenes
- 1858 - 13 de junho: Jose Desiderio Valverde derruba  Buenaventura Baez
- 1963 - 25 de setembro: Elias Wessin derruba Juan Bosch

## Romênia
- 1864 - 2 de maio: Príncipe Alexandre João Cuza consuma um autogolpe, no qual ordena a dissolução da Assembleia Romena.[64]
- 1866 - 11 de fevereiro: Coalizão Monstruosa, composta de conservadores e liberais, remove do poder o príncipe Alexandre João Cuza.[64]
- 1930 - 8 de junho: Carlos II depõe a regência de Miguel I e proclama-se rei da Romênia.[65][64]
- 1938 - 10 de fevereiro: Rei Carlos II da Romênia realiza um autogolpe, suspende a constituição e estabelece uma ditadura real.[17]
- 1940 - 6 de setembro: Ion Antonescu força o rei Carlos II da Romênia a abdicar.[65][64]
- 1944 - 23 de agosto: Rei Miguel I da Romênia depõe o governo de Ion Antonescu.[65][64]
- 1947 - 30 de dezembro: Petru Groza derruba o rei Miguel I da Romênia, põe fim à monarquia e estabelece uma república comunista.[65][64]
- 1989 - 22–25 de dezembro: Frente de Salvação Nacional, liderada por Ion Iliescu, depõe Nicolae Ceaușescu e o condena à execução.[66]

## Rússiae antigaUnião Soviética
- 1917 - 15 de março: O Governo Provisório Russo derruba o czar Nicolau II da Rússia
- 1917 - 7 de novembro: Vladimir Lenin derruba Alexander Kerensky

## Ruanda

### Reino de Ruanda
- 1896 - dezembro: Rainha-mãe Kanjogera derruba o mwami Mibambwe IV e coloca Yuhi V no trono.[67]
- 1961 - 28 de janeiro: Rebeldes reunidos em Gitarama declaram a deposição do mwami Kigeli V, o fim da monarquia e a formação da república.[68]

### República de Ruanda
- 1973 - 5 de julho: Juvénal Habyarimana derruba Grégoire Kayibanda.[67]
- 1994 - abril: Theoneste Bagosora e oficiais do Akazu, com apoio do movimento Hutu Power, tomam o controle do Estado após a morte de Juvénal Habyarimana. Um governo interino, sem base constitucional, é estabelecido por eles.[69]

## São Tomé e Príncipe
- 1995 - 15 de agosto: Manuel Quintas de Almeida derruba Miguel Trovoada por 6 dias
- 2003 - 16 de julho: Fernando Pereira derruba Fradique de Menezes por 7 dias

## Sérvia
- 1903 - 28 e 29 de maio: Golpe de Maio

## Seychelles
- 1977 - 5 de junho: France-Albert René derruba James Mancham

## Serra Leoa
- 1967 - 21 de março: David Lansana derruba Siaka Stevens
- 1968 - 19 de abril: John Amadu Bangura derruba Andrew Juxon-Smith
- 1992 - 29 de abril: Valentine Strasser derruba Joseph Saidu Momoh
- 1996 - 16 de janeiro: Julius Maada Bio derruba Valentine Strasser
- 1997 - 25 de maio: Johnny Paul Koroma derruba Ahmed Tejan Kabbah

## Síria
- 1949 - 30 de março: Husni al-Za'im derruba o presidente Shukri al-Quwatli.[70]
- 1949 - 14 de agosto: Sami al-Hinnawi derruba o presidente Husni al-Za'im e o primeiro-ministro Muhsin al-Barazi, e os condena à execução.[70]
- 1949 - 19 de dezembro: Adib Shishakli remove Sami al-Hinnawi do poder.[70]
- 1951 - 28–29 de novembro: Adib Shishakli derruba o gabinete de Maarouf al-Dawalibi, precipitando a renúncia do presidente Hashim al-Atassi.[71]
- 1954 - 25–26 de fevereiro: Faisal al-Atassi, em apoio a Hashim al-Atassi, depõe Adib Shishakli.[70]
- 1961 - 28 de setembro: Abdul Karim al-Nahlawi e oficiais sírios, agrupados no Supremo Comando Revolucionário Árabe, derrubam a administração egípcia e declaram a secessão da Síria.[72]
- 1963 - 8 de março: Partido Baath, mediante o seu Comitê Militar, depõe o presidente Nazim al-Kudsi.[70]
- 1966 - 21–23 de fevereiro: Salah Jadid derruba Amin al-Hafiz e o Comando Nacional do Partido Baath.[70]
- 1970 - 13–16 de novembro: Hafez al-Assad, em um golpe dentro do Partido Baath, afasta do poder a facção de Salah Jadid.[73][70]

## Somália
- 1969 - 21 de outubro: Muhammad Siad Barre depõe Sheikh Mukhtar Mohamed Hussein
- 1991 - 26 de janeiro: Mohammed Farrah Aidid depõe Muhammad Siad Barre

## Sudão
- 1958 - 16 de novembro: Ibrahim Abboud derruba Abdallah Khalil
- 1969 - 25 de maio: Gaafar al-Nimeiry derruba Ismail al-Azhari
- 1985 - 6 de abril: Abdel Rahman Swar al-Dahab derruba Gaafar al-Nimeiry
- 1989 - 30 de junho: Omar Hassan Ahmad al-Bashir derruba Ahmed al-Mirghani

## Suécia
- 1772 por Gustavo III da Suécia contra o Conselho Privado da Suécia
- 1809 por vários de oficiais do exército contra o rei Gustavo IV Adolfo da Suécia

## Suriname
- fevereiro de 1980 Dési Bouterse expulsa o primeiro-ministro Henck Arron
- 13 de agosto de 1980 Dési Bouterse remove o presidente Johan Ferrier
- 1990 por Dési Bouterse

## Tailândia
- 1932 - 24 de junho: O partido Khana Ratsadon derruba a monarquia absoluta do rei Prajadhipok
- 1933 - 20 de junho: Phraya Phahol derruba Phraya Manol
- 1947 - 7 de novembro: Phin Choonhavan derruba Thawal Thamrong Navaswadhi
- 1951 - 29 de novembro: Os militares derrubam a Constituição de 1949 e reverte para a constituição de 1932
- 1957 - 21 de setembro: Sarit Thanarat derruba Plaek Pibulsongkram
- 1958 - 20 de outubro: Sarit Thanarat derruba Thanom Kittikachorn
- 1971 - 18 de novembro: Thanom Kittikachorn derruba o parlamento
- 1976 - 6 de outubro: Sangad Chaloryu derruba Seni Pramoj
- 1977 - 20 de outubro: Kriangsak Chomanan derruba Tanin Kraivixien
- 1991 - 24 de fevereiro: Sunthorn Kongsompong derruba Chatichai Choonhavan
- 2006 - 12 de setembro: Sonthi Boonyaratglin derruba Thaksin Shinawatra
- 2014 - 22 de maio: por Forças Armadas da Tailândia/Prayuth Chan-ocha derrubam o primeiro-ministro interino Niwatthamrong Boonsongpaisan

## Togo
- 1963 - 13 de janeiro: Étienne Eyadéma e Emmanuel Bodjolle derrubam Sylvanus Olympio
- 1967 - 13 de janeiro: Étienne Eyadéma e Kléber Dadjo derrubam Nicolas Grunitzky

## Transkei
- 1987 - 30 de dezembro: Bantu Holomisa derruba Stella Sigcau.

## Tunísia
- 1957 - 25 de julho: Habib Bourguiba derruba o rei Muhammad VIII al-Amin, abole a monarquia e proclama a república.[74]
- 1987 - 7 de novembro: Zine El Abidine Ben Ali depõe Habib Bourguiba.[8]

## Turquia
- 1960 sob a Comissão de Unidade Nacional dirigido por Cemal Gürsel
- 1971 por quatro comandantes das Forças Armadas da Turquia
- 1980 por Kenan Evren

## Uganda
- 1966 - fevereiro: Milton Obote derruba o Rei Mutesa II de Buganda
- 1971 - 21 de janeiro: Idi Amin derruba Milton Obote
- 1980 - 12 de maio: Paulo Muwanga depõe Godfrey Binaisa
- 1985 - 27 de julho: Tito Okello depõe Milton Obote

## Uruguai
- 1933 por Gabriel Terra
- 1973 por Juan María Bordaberry contra seu próprio governo [75]

## Venda
- 1990 - 5 de abril: Gabriel Ramushwana derruba Frank N. Ravelle [76]

## Venezuela
- 1908 por Juan Vicente Gómez contra Cipriano Castro
- 1945 por Rómulo Betancourt contra Isaías Medina Angarita
- 1948 por Carlos Delgado Chalbaud contra Rómulo Gallegos
- 1958 por Junta Civil Militar contra Marcos Pérez Jiménez

## Vietname do Sul
- 1963 por Duong Van Minh

## Zanzibar
- 1964 - 12 de janeiro: John Okello derruba o sultão Jamshid bin Abdullah

## Zimbábue
- 2017 - 15 de novembro: Emmerson Mnangagwa derruba Robert Mugabe